# Taghzout
Taghzout (em árabe: تاغزوت) é uma cidade e comuna localizada na província de Bouira, Argélia. Segundo o censo de 2008, a população total da cidade era de 13 203 habitantes.